# ماساو فوجي
ماساو فوجي (باليابانية: 藤井将雄؛ بالكانا: ふじい まさお) هو لاعب كرة قاعدة ياباني، ولد في 16 أكتوبر 1968 في كاراتسو في اليابان، وتوفي في 13 أكتوبر 2000 في فوكوكا في اليابان.

## وصلات خارجية
- ماساو فوجي على موقع الدوري الياباني لكرة القاعدة (الإنجليزية)
- ماساو فوجي على موقعبيزبول رفرنس.كوم (الدوري الثانوي) (الإنجليزية)